# Kanton Pierrefitte-sur-Seine
Kanton Pierrefitte-sur-Seine (fr. Canton de Pierrefitte-sur-Seine) je francouzský kanton v departementu Seine-Saint-Denis v regionu Île-de-France. Tvoří ho dvě obce.

## Seznam obcí
- Pierrefitte-sur-Seine
- Villetaneuse